# Israel i olympiska vinterspelen 1994
Israel deltog med en deltagare vid de olympiska vinterspelen 1994 i Lillehammer. Landets deltagare erövrade ingen medalj.

## Konståkning
- Michael Shmerkin